# Gérard de Ballorre
Gérard de Ballorre (París, 25 de noviembre de 1899-París, 6 de diciembre de 1974) fue un jinete francés que compitió en la modalidad de doma. Participó en los Juegos Olímpicos de Berlín 1936, obteniendo una medalla de plata en la prueba por equipos.

## Palmarés internacional
| Juegos Olímpicos | Juegos Olímpicos  | Juegos Olímpicos | Juegos Olímpicos |
| Año              | Lugar             | Medalla          | Categoría        |
| ---------------- | ----------------- | ---------------- | ---------------- |
| 1936             | Berlín (Alemania) | Medalla de plata | Por equipos      |